# Wielersport op de British Empire Games 1950
Wielersport is een van de sporten die beoefend werden tijdens de British Empire Games 1950 in Auckland, Nieuw-Zeeland. Er waren enkel wedstrijden georganiseerd voor mannelijke deelnemers; vier op de baan en een wegwedstrijd van 100 kilometer. Het was de eerste editie van deze Spelen sinds de Tweede Wereldoorlog. Nieuw toegevoegd was de individuele achtervolging. Net als bij de vorige twee edities waar de wielersport een onderdeel was van deze Spelen wonnen de Australische renners het medailleklassement, ditmaal met enige overtuiging.

## Uitslagen
| Discipline    | Goud              | Zilver            | Brons        |
| Baan          | Baan              | Baan              | Baan         |
| ------------- | ----------------- | ----------------- | ------------ |
| Achtervolging | Cyril Cartwright  | Russell Mockridge | Les Lock     |
| Scratch       | Bill Hesetline    | Les Lock          | Ken Caves    |
| Sprint        | Russell Mockridge | Sid Patterson     | Graham Avery |
| Tijdrit       | Russell Mockridge | Sid Patterson     | Tommy Godwin |
| Weg           |                   |                   |              |
| Wegwedstrijd  | Hector Sutherland | Nick Carter       | Jack Fowler  |

## Medaillespiegel
| Plaats | Land          | Goud | Zilver | Brons | Totaal |
| 1      | Australië     | 4    | 3      | 2     | 9      |
| 2      | Engeland      | 1    | 0      | 1     | 2      |
| 3      | Nieuw-Zeeland | 0    | 2      | 2     | 4      |
| Totaal | Totaal        | 5    | 5      | 5     | 15     |

1934 · 1938 · 1950 · 1954 · 1958 · 1962 · 1966 · 1970 · 1974 · 1978 · 1982 · 1986 · 1990 · 1994 · 1998 · 2002 · 2006 (baan - weg) · 2010 · 2014 · 2018 · 2022 · 2026
Atletiek · Boksen · Bowls · Gewichtheffen · Roeien · Schermen · Schoonspringen · Waterpolo · Wielersport · Worstelen · Zwemmen